# Željka Cvijanović
Željka Cvijanović (em sérvio:  Жељка Цвијановић; nascida Grabovac, em sérvio:  Грабовац; Teslić, Bósnia e Herzegovina, Iugoslávia, 2 de agosto de 1967) é uma política sérvia bósnia, entre 2018 e 2022 Presidenta da República Sérvia. Em 2022 foi eleita membro sérvio da presidência da Bósnia e Herzegovina.

## Biografia
Željka Cvijanović nasceu Željka Grabovac em 2 de agosto de 1967 em Teslić, então parte da República Socialista da Bósnia e Herzegovina, ente federado da Iugoslávia, com pai sérvio bósnio e mãe croata bósnia. Estudou nas faculdades de filosofia da Universidade de Sarajevo e da Universidade de Banja Luka, eventualmente cursando Direito nesta, na qual também adquiriu um mestrado. Nas eleições de 2018, venceu a Presidência da República Sérvia, cargo subnacional de chefia executiva da República Sérvia, na Bósnia e Herzegovina, concorrendo pela Aliança de Sociais-Democratas Independentes, sendo empossada em 19 de novembro.